# 1852 na música

## Nascimentos
| Data           | Nome              | Profissão                   | Nacionalidade | Observações | Ref |
| -------------- | ----------------- | --------------------------- | ------------- | ----------- | --- |
| 21 de Novembro | Francisco Tárrega | músico de guitarra clássica | Espanha       | m. 1909     |     |

## Mortes
| Data | Nome | Profissão | Nacionalidade | Observações | Ref |
| ---- | ---- | --------- | ------------- | ----------- | --- |